# Masud Xah Djalal al-Din
Masud Shah Djalal al-Din (+ 1342) fou emir indjúida de Fars. Era el fill gran i hereu presumpte del fundador Sharaf al-Din Mahmud Shah.
Mahmud va conspirar el 1334 per assassinar Amir Muzaffar Inak (Amir Mosāfer Ināq) que havia estat nomenat com a nou governador; Masud va donar suport a l'acció contra Muzaffar; els conspiradors van perseguir al nou governador amb intenció de matar-lo fins als mateixos murs del palau del kan, i quan Muzaffar es va refugiar a l'interior, no van dubtar en empaitar-lo allí també. Assabentat Abu Said dels fets va voler castigar a Mahmud i els seus còmplices, però la intervenció del visir Khwadja Ghiyat al-Din Muhammad ibn Rashid al-Din Fadhl Allah va salvar la vida als conspiradors, tot i que foren tots empresonats, i en llocs diferents, anant Mahmud al castell de Tabarak a Esfahan i Masud Shah Djalal al-Din a Anatòlia; els dos homes foren alliberats al cap de poc per influència del visir, i a la mort d'Abu Said Bahadur Khan (finals dell 1335) va anar cap a Shiraz per fer-se càrrec de la província, però el seu germà Ghiyath al-Din Khay Khusraw va conservar el govern, mentre Masud exercia com a visir de Muhammad Khan (el kan ilkhànida proclamat per Hasan Buzurg el 1336).
Mort el pare comú, Mahmud (1336) no va trigar a esclatar la lluita entre els dos germans. Després de la mort de Muhammad Khan (juliol de 1338) Masud va fugir a Shiraz, i va entrar en conflicte amb el seu germà Ghiyath al-Din Khay Khusraw 1338 fins que el va aconseguir derrotar aquest darrer va aconseguir derrotar i el va empresonar a Kalat Safid (Fars) junt amb un tercer germà que li havia donat suport, Muhammad Shams al-Din. Ghiyath al-Din Kay-Khusraw va morir però l'altra germà Muhammad es va poder escapar i se'n va anar a Esfahan, també part del govern dels injúides, on fou acollit.
Hasan Kücük el cobànida, per recuperar algunes províncies pel que ell considerava el govern central amb seu a Tabriz, va nomenar governador a Shiraz (Fars) al seu cosí Pir Husayn ibn Amir Maḥmud ibn Amir Coban (1338). El 1339 Pir Husayn es va aliar amb el fugitiu Muhammad Shams al-Din i unides les forces dels dos homes van derrotar a Masud a Sarvestan a uns 120 km al sud-est de Shiraz. Els dos vencedors van entrar a Shiraz i Masud va fugir al Luristan.
Al cap d'un mes de govern conjunt Pir Husayn va matar a Muhammad i va quedar sol al govern. Llavors el que va seguir no és clar. Segon l'historiador Zarkub una revolta popular va expulsar a Pir Husayn (i hauria permès la tornada de Masud tot i que això no ho diu). Ibn Battuta diu que Pir Husayn va detenir a Tash Khatun, la vídua de Sharaf al-Din Mahmud Shah i al seu fill Abu Ishak Djamal al-Din per portar-los a Tabriz i evitar qualsevol reclamació de la propietat familiar; a la sortida de la ciutat la princesa va cridar als habitants a donar-li suport i impedir la seva sortida i un fuster de Pahlawan Maḥmud es va aixecar i va dir que no permetrien la seva sortida; el poble se li va unir i van seguir aldarulls, i la gent es va armar i va matar molts soldats, va fer botí i va rescatar a Tash i el seu fill; Pir Husayn va fugir i va retornar al servei del seu cosí Hasan Kücük a Tabriz en la lluita contra Hasan Buzurg el djalayàrida de Bagdad. Masud va retornar a Shiraz que va conservar dos anys.
El 1340 el Hasan Kücük va donar un exèrcit a Pir Husayn per reconquerir Shiraz. En aquesta operació va tenir el suport d'un client dels cobànides, l'emir Mubariz al-Din Muhammad ibn Muzaffar, que s'havia establert com un de facto emir independent a Yedz. En acostar-se a Shiraz, Masud va fugir i es va refugiar a Bagdad amb Hasan Buzurg. El poble de Shiraz, per temor a la venjança de Pir Husayn, va tancar les portes i es va disposar a defensar-se. Després de 50 dies de lluita l'influent cadi de Fars Mawlana Madj al-Din Ismail Fali va aconseguir un acord pel qual Pir Husayn recuperava el poder a Shiraz pacíficament i perdonava a la població els fets anteriors. Com a recompensa pels serveis de Mubariz al-Din Muḥammad ibn Muzaffar li va cedir el govern de Kirman, que fins aleshores sembla que estava unit al de Fars.
Pir Husayn va restar a Shiraz fins al 1342 i mentre els dos fills vius de Sharaf al-Din Mahmud Shah preparaven aliances amb altres generals cobànides per recuperar el poder al Fars i venjar la mort del germà Muhammad Shams al-Din. Abu Ishak Djamal al-Din, el germà més petit, fou nomenat (vers 1341) per Pir Husayn com a governador d'Esfahan per contrarestar la influència creixent de Mubariz al-Din Muḥammad ibn Muzaffar i evitar la seva expansió cap a Fars, però aviat es va aliar a Malik Ashraf ibn Timurtash ibn Coban, germà de Hasan Kücük i cosí de Pir Husayn i el 1342 Malik Ashraf i Abu Ishak van unir les seves forces a Esfahan; assabentat Pir Husayn va sortir de Shiraz per atacar-los però fou derrotar pels aliats, i enganyant a Mubariz va retornar a Tabriz on el seu cosí el va fer matar.
Els vencedors van avançar cap a Shiraz; les relacions dels dos homes, que en un moment donat interessaven als dos, ara ja no tenien interès i mentre s'establia el campament a Jafarabad, al nord de Shiraz, Abu Ishak va entrar a la ciutat i va tancar les portes a Malik Ashraf. La població li va donar suport i a la nit va atacar el campament del cobànida per sorpresa i va aniquilar a les forces cobànides. Al mateix moment, i sense saber l'èxit del seu germà, Masud estava tornant a Shiraz amb el suport d'un altra cobànida, Amir Yaghi Basti ibn Amir Coban (oncle de Malik Ashraf) general d'Hasan Buzurg. Abu Ishak va reconèixer el millor dret del seu germà gran i es va retirar a l'est cap a la regió de Shabankara a la frontera entre Fars i Kirman.
Com altres aliances, la de Masud i Yaghi Basti no fou duradora. Yaghi no se sentia a gust com a lloctinent de Masud i els seus homes, avançat el 1342, van matar a Masud quan sortia del bany.

## Nota
1. ↑  «Cambrige history of Iran, vol. 6, pàg. 12». Arxivat de l'original el 2020-09-19. [Consulta: 22 maig 2020].
2. ↑  així ho diu l'enciclopèdia irànica, però podria ser un error per Hasan Kücük